# Вељка Ида
Вељка Ида (слч. Veľká Ida) насељено је мјесто са административним статусом сеоске општине (слч. obec) у округу Кошице-околина, у Кошичком крају, Словачка Република.

## Становништво
| Година:    | 1994. | 2004.    | 2014.    | 2024.    |
| ---------- | ----- | -------- | -------- | -------- |
| Број људи: | 2451  | 2965     | 3485     | 4232     |
| Разлика:   |       | +20,97 % | +17,53 % | +21,43 % |

| Година:    | 2023. | 2024.   |
| ---------- | ----- | ------- |
| Број људи: | 4140  | 4232    |
| Разлика:   |       | +2,22 % |

Према подацима о броју становника из 2024. године насеље је имало 4232 становника.